# Phacidium lacerum
Phacidium lacerum är en svampart som beskrevs av Fr. 1818. Phacidium lacerum ingår i släktet Phacidium och familjen Phacidiaceae.  Arten är reproducerande i Sverige. Inga underarter finns listade i Catalogue of Life.